# Arts-Loi metróállomás
Az Arts-Loi (franciául) (kiejtés: [aʁ.lwa]) vagy Kunst-Wet (hollandul) (kiejtés: [kʏnst.ʋɛt]) egy brüsszeli metróállomás a városközpontban, Brüsszel városában. Az állomás a rue de la Loi és az avenue des Arts kereszteződése alatt található. A közelben található több nagykövetség és a belga parlament épülete is. Hasonlóan a Beekkant és a Gare de l’Ouest állomásokhoz, az Arts-Loi is lehetőséget biztosít mind a négy – az 1-es, 2-es, 5-ös és 6-os – metróvonal közötti átszállásra.

## Az állomás története

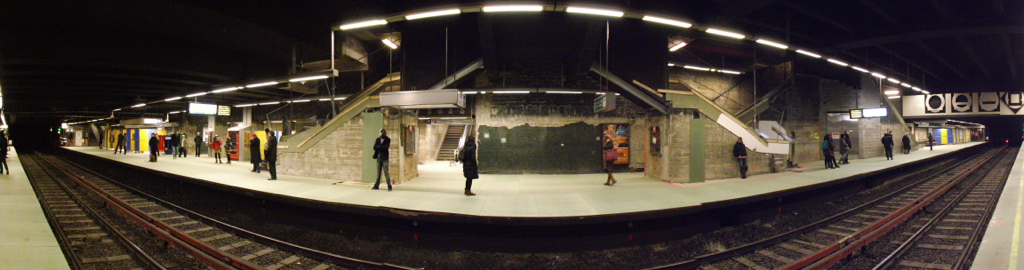
Panorámakép az állomásról

Az állomást 1969. december 17-én adták át Arts/Kunst néven akkor még kéreg alatt vezetett villamosvonal, úgynevezett premetró állomásaként. Ez volt az első föld alatti villamosvonal, és az európai negyedet (Schuman) kötötte össze a belvárossal. 1970. december 20-án átadták a második premetróvonalat a Madou és a Porte de Namur állomások között, ami az Arts-Loi-nál keresztezte az elsőt. Az 1-es vonal igazi metróvá való átalakítása 1976. szeptember 20-án valósult meg, míg a 2-es vonalé 1988. október 2-án.

## Jellemzői
A 2-es és 6-os metrók peronjai egyből az utcaszint alatt találhatók, ugyanazon a szinten, mint az állomás csarnoka. Az 1-es és 5-ös metrók egy szinttel lejjebb közlekednek. Mind a négy peron között egyszerű és gyors átjárás biztosított.
Mint több brüsszeli metróállomás, ez is tartalmaz több műalkotást:
- „Isjtar”, 1980, Gilbert Decock, dombormű
- „Ortem”, 1976, Jean Rets, színes mázas kerámiacsempe-kompozíció
- Fotókiállítás az öt éven át tartó felújítás munkásairól, 2016, Jeroen De Vlaminck

## Átszállási lehetőségek
| 1 (Gare de l’Ouest – Stockel) |                                                | |
| 2 (Simonis – Elisabeth)       |                                                | |
| 5 (Érasme – Herrmann-Debroux) |                                                | |
| 6 (Roi Baudouin – Elisabeth)  |                                                | |
| Állomás                       | Átszállási lehetőségek                         | Fontosabb létesítmények                                                                             |
| Arts-Loi / Kunst-Wet          | 22 Montgomery - Trône (csak a Montgomery felé) | nagykövetségek (pl. Egyesült Államok), belga parlament, Miniszterelnöki Hivatal (rue de la Loi 16.) |

## Fordítás
- Ez a szócikk részben vagy egészben  az   Arts-Loi (métro de Bruxelles) című francia Wikipédia-szócikk ezen változatának fordításán alapul.  Az eredeti cikk szerkesztőit annak laptörténete sorolja fel. Ez a jelzés csupán a megfogalmazás eredetét és a szerzői jogokat jelzi, nem szolgál a cikkben szereplő információk forrásmegjelöléseként.